# James McCabe
James McCabe (* 5. Juli 2003 in Iba, Philippinen) ist ein australischer Tennisspieler.

## Karriere
McCabe spielt bis 2021 auf der ITF Junior Tour. Dort konnte er mit Rang 71 seine höchste Notierung in der Jugend-Rangliste erreichen. Sein einziges Grand-Slam-Turnier der Junioren spielte er 2020 bei den Australian Open, als er im Einzel und Doppel jeweils in der zweiten Runde ausschied.
Bei den Profis spielte McCabe 2021 einige wenige Turniere auf der ITF Future Tour. 2022 in Bendigo kam er dank einer Wildcard zu seinem ersten Einsatz auf der ATP Challenger Tour und konnte im Doppel sein erstes Match dort gewinnen. Für die Australian Open der Profis bekam McCabe eine Wildcard sowohl für die Einzel-Qualifikation als auch für den Doppelwettbewerb an der Seite von Alex Bolt. In beiden unterlag er in der ersten Runde – im Doppel den späteren Turniersiegern Thanasi Kokkinakis und Nick Kyrgios. Nach dem Turnier stand der Australier noch in einem Halbfinale und zwei Finals von Futures, wodurch er mit Platz 717 seinen Karrierehöchstwert in der Tennisweltrangliste erreichte.